# العلاقات الجزائرية القرغيزستانية
العلاقات الجزائرية القيرغيزستانية هي العلاقات الثنائية التي تجمع بين الجزائر وقيرغيزستان.

## مقارنة بين البلدين
هذه مقارنة عامة ومرجعية للدولتين:
| وجه المقارنة                                              | الجزائر                      | قيرغيزستان                      |
| --------------------------------------------------------- | ---------------------------- | ------------------------------- |
| المساحة (كم2)                                             | 2.38 مليون                   | 199.95 ألف                      |
| عدد السكان (نسمة)                                         | 38.81 مليون                  | 6.20 مليون                      |
| الكثافة السكانية (ن./كم²)                                 | 16.31                        | 31.01                           |
| العاصمة                                                   | الجزائر                      | بيشكك                           |
| اللغة الرسمية                                             | اللغة العربية، لغات أمازيغية | اللغة الروسية، اللغة القيرغيزية |
| العملة                                                    | دينار جزائري                 | سوم قيرغيزستاني                 |
| الناتج المحلي الإجمالي (بليون دولار)                      | 170.37 مليار                 | 7.56 مليار                      |
| الناتج المحلي الإجمالي (تعادل القوة الشرائية) بليون دولار | 582.63 مليار                 | 20.45 مليار                     |
| الناتج المحلي الإجمالي الاسمي للفرد دولار أمريكي          | 4.21 ألف                     | 1.10 ألف                        |
| الناتج المحلي الإجمالي للفرد دولار أمريكي                 | 14.19 ألف                    |                                 |
| مؤشر التنمية البشرية                                      | 0.745                        | 0.655                           |
| رمز المكالمات الدولي                                      | +213                         | +996                            |
| رمز الإنترنت                                              | .dz                          | .kg                             |
| المنطقة الزمنية                                           | ت ع م+01:00                  | ت ع م+06:00                     |

## منظمات دولية مشتركة
يشترك البلدان في عضوية مجموعة من المنظمات الدولية، منها:
| علم المنظمة | اسم المنظمة                        | تاريخ انضمام الجزائر | تاريخ انضمام قيرغيزستان |
| ----------- | ---------------------------------- | -------------------- | ----------------------- |
|             | مؤسسة التنمية الدولية              | 26 سبتمبر 1963       | 24 سبتمبر 1992          |
|             | يونسكو                             | 15 أكتوبر 1962       | 2 يونيو 1992            |
|             | وكالة ضمان الاستثمار متعدد الأطراف | 4 يونيو 1996         | 21 سبتمبر 1993          |
|             | الأمم المتحدة                      | 8 أكتوبر 1962        | 2 مارس 1992             |
|             | الاتحاد البريدي العالمي            | ?                    | ?                       |
|             | البنك الدولي للإنشاء والتعمير      | 26 سبتمبر 1963       | 18 سبتمبر 1992          |
|             | منظمة التعاون الإسلامي             | ?                    | ?                       |
|             | منظمة حظر الأسلحة الكيميائية       | ?                    | ?                       |
|             | الاتحاد الدولي للاتصالات           | 3 مايو 1963          | 20 يناير 1994           |
|             | مؤسسة التمويل الدولية              | 23 سبتمبر 1990       | 11 فبراير 1993          |
|             | منظمة التجارة العالمية             | ?                    | ?                       |
|             | منظمة الشرطة الجنائية الدولية      | ?                    | ?                       |

## وصلات خارجية
- موقع وزارة الخارجية الجزائرية
- موقع وزارة الخارجية القيرغيزستانية